# خورشیدگرفتگی ۲۶ دسامبر ۲۰۱۹
خورشیدگرفتگی ۲۶ دسامبر ۲۰۱۹ (به انگلیسی: Solar eclipse of December 26, 2019) یک خورشیدگرفتگی از نوع خورشیدگرفتگی حلقه‌ای است. این خورشیدگرفتگی در تاریخ ۲۶ دسامبر ۲۰۱۹ میلادی (‎۵ دی ۱۳۹۸ خورشیدی) روی داد که زمان اوج آن، ساعت ۵:۱۸:۵۳ به‌وقت ساعت هماهنگ جهانی بود. مدت زمان و طول این خورشیدگرفتگی ۳ دقیقه و ۴۰ ثانیه بود.

## تصویر

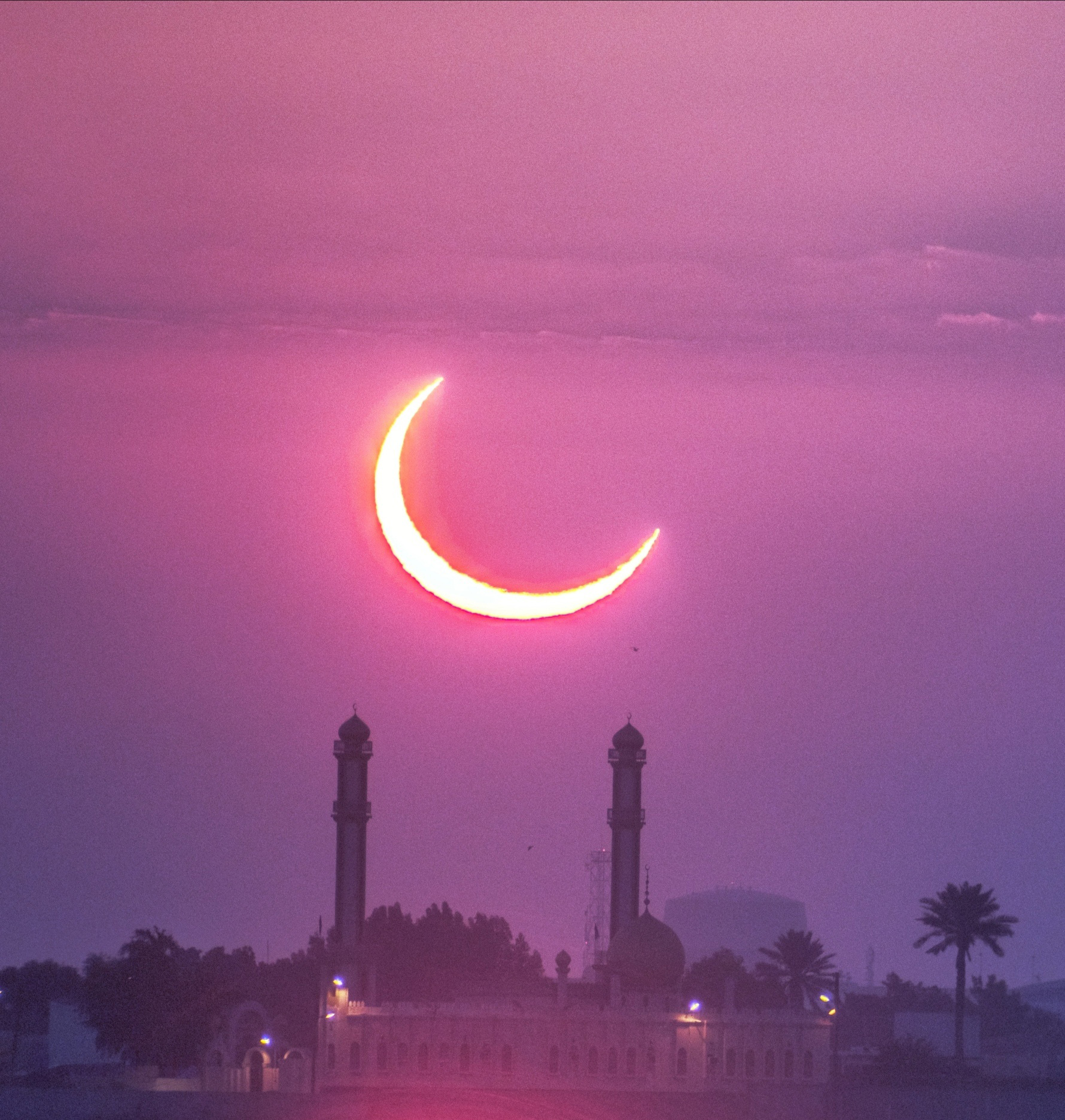
کسوف ۲۰۱۹ در بحرین

تصویر متحرک